# Бослеби
Бослеби (груз. ბოსლები) — село в Грузии, на территории Дманисского муниципалитета края (мхаре) Квемо-Картли.

## География
Село находится в юго-восточной части Грузии, на правом берегу реки Каклиани (правый приток реки Машаверы), на расстоянии приблизительно 7 километров (по прямой) к северо-востоку от города Дманиси, административного центра муниципалитета. Абсолютная высота — 1017 метров над уровнем моря.

## Население
По результатам официальной переписи населения 2014 года в Бослеби проживало 397 человек (189 мужчин и 208 женщин). В национальной структуре населения грузины составляли 96,7 %, армяне — 2,5 %.
| Год  | Население, человек |
| ---- | ------------------ |
| 2002 | 667                |
| 2014 | ↘ 397              |